# Eran Spahbod Surena
Eran Spahbod Surena (Surena, Suren) párthus hadvezér, a Suren-ház tagja és a rómaiak legyőzője volt a Carrhae-i csatában.

## Leírása
Kr. e. 54-ben, Surena volt a parancsnoka II. Orodes csapatainak. Bár hivatalosan a király állt a hadsereg élén, a rómaiakhoz hasonlóan a perzsáknál is volt egy olyan legmagasabb katonai rang, amelyet az uralkodó adományozott; Eran-spahbed (Eran-spahbod) néven. Az Eran-spahbed hatáskörébe tartozott az összes katonai kérdés a Szászánida Birodalomban, ő volt a hadügyek legfőbb felelőse, az uralkodó után közvetlenül ő következett a parancsnoki hierarchiában.
A  Carrhaei (Harrán a mai Törökországban) csatájában, a parthusok Surena által vezetett hadseregének kiváló felszerelése és okos taktikája, mellyel a rómaiakat a sivatag közepére csalta, tette lehetővé, hogy legyőzzék a számszerűen magasabb létszámú, Marcus Licinius Crassus vezette római sereget. Ez a csata a rómaiak vereségei közül az egyik legrégebbi és legfontosabb volt.
Plutarkhosz görög történetíró leírásában Surena, mint "rendkívül megkülönböztetett ember szerepelt, aki gazdagságban, születésben és a neki járó tiszteletben a király után a következő helyen állt: bátorságban és képességben a legjelentősebb volt a párthus időkben.
A név "Surena" alakban később is népszerű maradt Iránban. A "Surena", vagy Sûrên a név görög és latin formája. A név "Suren" alakja ma is gyakori Örményországban. A Suren név jelentése: "hősi".